# Iwankiwci (hromada Chmielnicki)
Iwankiwci (ukr. Іванківці; pol. hist. Iwankowce) – wieś na Ukrainie, w obwodzie chmielnickim, w rejonie chmielnickim, w hromadzie Chmielnicki. W 2001 liczyła 801 mieszkańców, spośród których 758 wskazało jako ojczysty język ukraiński, 36 rosyjski, 1 mołdawski, a 6 inny.
Znajduje tu się przystanek kolejowy Ostaszky, położony na linii Szepetówka – Chmielnicki.

## Historia
W XIX i w początkach XX w. Iwankowce położone były w Rosji, w guberni podolskiej, w powiecie płoskirowskim, w gminie Chodkowce.
Po I wojnie światowej pod administracją polską, w Zarządzie Cywilnym Ziem Wołynia i Frontu Podolskiego, w okręgu podolskim, w powiecie płoskirowskim.
W wyniku postanowień traktatu ryskiego znalazły się w granicach Związku Sowieckiego. Od 1991 w niepodległej Ukrainie.